# Syndrom Atlasa
Syndrom Atlasa – nadmierne, kompulsywne poczucie kontroli u osób, które opanowały u siebie problemy życiowe związane z silnymi przeżyciami traumatycznymi oraz połączonym z nimi stresem i udało im się ułożyć swoje życie na nowo.
Istotą syndromu jest wewnętrzne przekonanie, że tylko dana osoba jest w stanie zapanować nad wszystkimi problemami dotyczącymi siebie, bliskich, znajomych i klientów. Podstawą tego przekonania jest poczucie siły, jaką dało osobie przezwyciężenie traumy (długotrwałej lub jednorazowej) związanej z różnymi okolicznościami (wyjście z trudnego, przemocowego związku, utrata bliskich lub źródeł stabilizacji i inne), stworzenie nowej perspektywy oraz własnej, ponownej stabilizacji. Charakterystyczną cechą syndromu jest ciągłe i systematyczne dążenie do przewidywania i zapobiegania różnorakim trudnościom, jakie mogą się pojawić i zaskoczyć w bliższej lub dalszej przyszłości.
Syndrom, jako zachowanie kompulsywne, rodzi szereg trudności relacyjnych, powodując ostatecznie, że realizacja głównego celu Atlasa (pomaganie innym) zwraca się przeciw niemu. Dzieje się tak za sprawą nadmiernej kontroli sprawowanej przez niego nad otoczeniem, chęcią porządkowania przestrzeni, panowania nad wszystkim, a także wyręczaniem innych w przekonaniu, że nie umieją oni wykonać określonych czynności wystarczająco dobrze lub szybko. Branie na siebie niewspółmiernych obciążeń powoduje tez nieuchronne przeciążenie, wraz z idącą za nim irytacją, co owocuje dystansem bliskich, a z czasem nawet możliwym ostracyzmem. Osoby wyręczane czują się osaczone przez niechcianego wybawcę, odsuwają się od niego, powodując u Atlasa poczucie winy i osamotnienie.
Osoby z syndromem Atlasa budują wokół siebie sieć zależności, zniewalają innych swoja opiekuńczością, tworzą (często niechciane) zobowiązania. Ich poświęcenie nie jest bezinteresowne, stanowi formę przekupstwa – w zamian oczekują przywiązania i potwierdzenia swojej ważności.
Termin został wprowadzony przez polską pedagog, Irenę Pospiszyl w monografii Syndrom Atlasa. O tych, którzy byli silni zbyt długo (PWN, Warszawa, 2019).